# تكفين القابضة
تكفين القابضة (تكفين جروب) هي شركة قابضة مقرها تركيا تعمل في مجالات الهندسة والبناء والمنسوجات وتجهيز الأغذية والقطاعات الصناعية الأخرى.

## روابط خارجية
- الموقع الرسمي
 باللغة الإنجليزية
- موقع Tekfen الرسمي باللغة الإنجليزية